# اچ‌ام‌اس اسک (اچ۱۵)
اچ‌ام‌اس اسک (اچ۱۵) (به انگلیسی: HMS Esk (H15)) یک کشتی بود که طول آن ۳۱۸ فوت ۳ اینچ (۹۷٫۰ متر) بود. این کشتی در سال ۱۹۳۴ ساخته شد.